# Tulum (Sackpfeife)

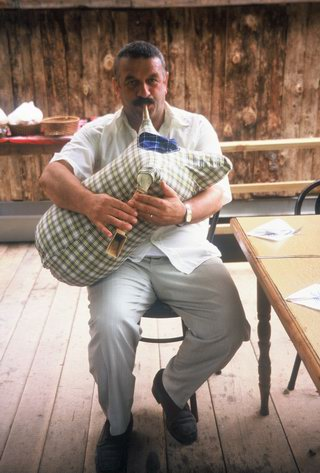
Tulum von einem Lasen gespielt

Tulum (türkisch für „Ziegenhautsack“, lasisch გუდა guda) ist eine Sackpfeife mit zwei gleich großen, miteinander verbundenen Spielpfeifen ohne Bordun, die in der Volksmusik im Nordosten der Türkei gespielt wird. Hauptverbreitungsgebiet des traditionellen Hirteninstruments ist das bergige Hochland Ostanatoliens zwischen den Provinzen Artvin im Norden und Muş im Süden.
Der tulum gelangte mit der Vertreibung der Pontosgriechen 1923 nach Griechenland und ist unter dem Namen tsambouna auf einigen nördlichen Inseln bekannt. Die thrakische Sackpfeife gaida kommt in der Türkei nur im europäischen Teil vor. Im Unterschied zum tulum besitzt sie eine Spiel- und eine separate Bordunpfeife.

## Herkunft und Verbreitung
Aus der griechischen Antike ist eine Sackpfeife mit zwei Spiel- und einer Bordunpfeife überliefert. Eine Verbindung des tulum mit den auf dem Balkan als gaida (und in ähnlichen Schreibweisen) bekannten Sackpfeifen gilt als unwahrscheinlich, die Bauformen unterscheiden sich deutlich und der Begriff tulum kommt für thrakische Sackpfeifen nicht vor. Vom Türkischen abgeleitet bedeutet ansonsten tulum auch in mehreren Sprachen auf dem Balkan „Schlauch“ oder „Sack“. Daneben gingen Osmanisch tulumba („Pauke“) und tulumbaz („Paukenspieler“) in der Bedeutung „Trommel“ ins Serbokroatische (talàmbas) und ähnlich in andere Sprachen auf dem Balkan ein.
Es gibt Übereinstimmungen in der Bauform mit Sackpfeifen in Armenien (parakapzuk), Georgien (stwiri oder gudastviri), und Adscharien im Kaukasus (schiboni oder tschiboni). In dieser nordöstlich gelegenen Region wird der Ursprung des tulum vermutet. Die Mari und andere finno-ugrische Völker in Westrussland nennen einen ähnlichen Dudelsack schuwjir (auch shuvyr), mit den turkstämmigen Tschuwaschen kam der shabr (auch shapar) nach Osteuropa. Der tulum-Sackpfeifentyp ist deutlich weiter außerhalb als innerhalb der türkischen Landesgrenze bekannt, genauso wie das Verbreitungsgebiet der auf dem Balkan gespielten Sackpfeifen (türkisch gayda) die Türkei nur im europäischen Teil einschließt. Vom osmanischen Schriftsteller Evliya Çelebi (1611– nach 1683) stammt die vermutlich früheste Aufzeichnung des tulum in einem türkischen Text. Er gibt an, der ṭulūm dūdūkī sei in Russland erfunden worden (duduk, düdük oder ähnlich ist der lautmalerische Name für verschiedene Blasinstrumente).
In der Provinz Artvin ist der tulum das am meisten gespielte Volksmusikinstrument. Die dort lebenden Lasen nennen eine besonders große Sackpfeife guda. Mit diesem Wort werden ansonsten unbehandelte Tierhäute bezeichnet; es dürfte nichts mit den osteuropäischen gaida-Schreibweisen zu tun haben. Der spezifizierende Begriff tulum zurna soll mit dem Namenszusatz für die Kegeloboe zurna vom tulum als dem „Sack eines Ziegenbalgs“ unterscheiden. Im nomadischen Haushalt dienen solche Säcke traditionell zur Aufbewahrung und zum Transport von Lebensmitteln (Wasser, Öl, Käse).
Der tulum gehört zur halbnomadischen Lebensweise und Kultur der Schafhirten, die bis zu den Hochweiden (yayla) des Pontischen Gebirges (Kaçkar Dağları) ziehen. Hier liegt der Übergang zur Schwarzmeerküste, deren Landschaftsbild durch den Anbau von Haselnüssen und die Musik der Bauern durch die Fiedel kemençe geprägt wird. Abgesehen von den Provinzen Artvin und Muş kommt der tulum in den Provinzen Bayburt bis im Westen Gümüşhane, Erzurum und an der Küste in der Provinz Rize zum Einsatz. Außerhalb dieser Region übernimmt die endgeblasene Rohrflöte kaval die Rolle als führendes Musikinstrument der Hirten.
In der zu Aserbaidschan gehörenden Republik Nachitschewan ist der tulum zurna das alte Nationalinstrument der Aserbaidschaner, das heute jedoch nur noch von wenigen Musikern gespielt wird.

## Bauform

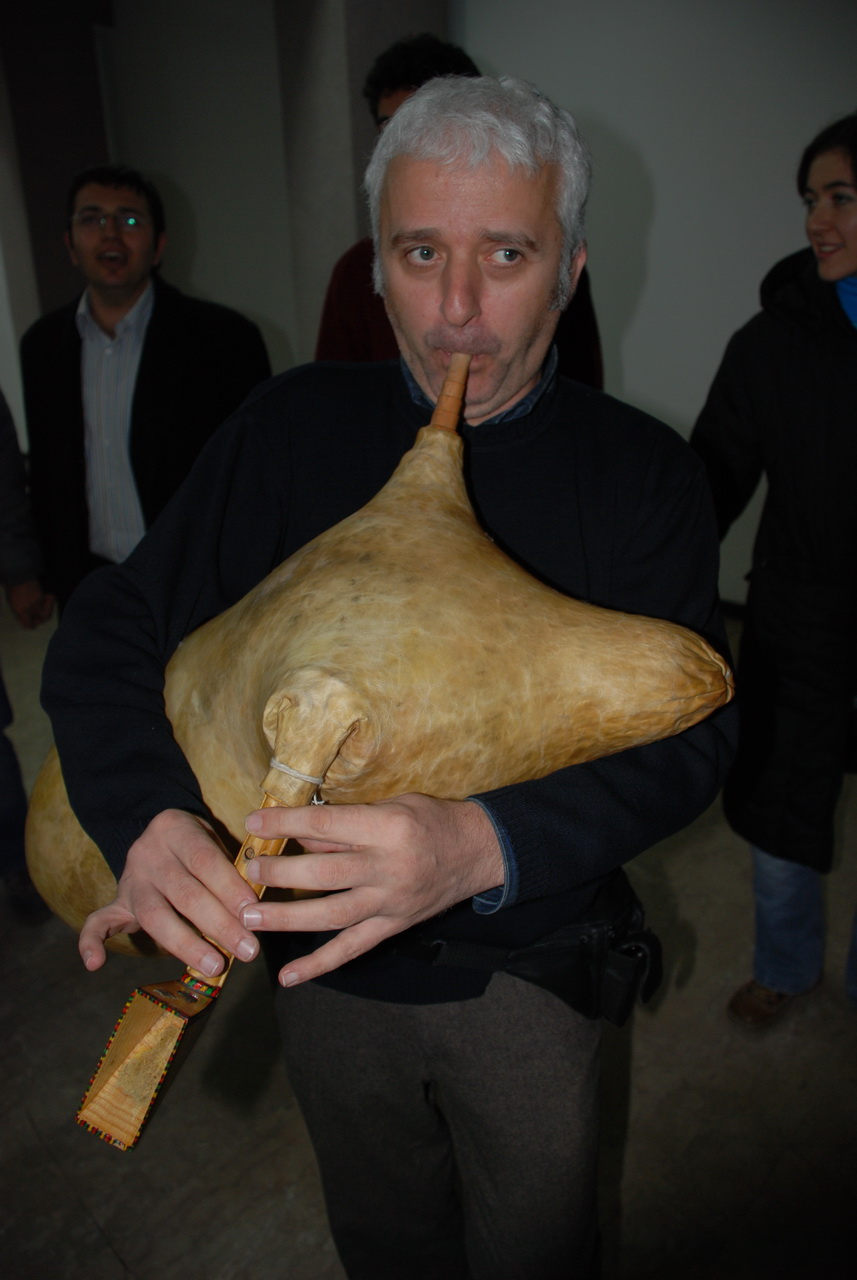
Birol Topaloğlu spielt tulum, 2006

Der tulum ist bordunlos und besitzt zwei miteinander verbundene Spielpfeifen aus Rohr mit je fünf Grifflöchern. Die Pfeifen haben eine Länge von 13 bis 14 Zentimetern und einen Innendurchmesser von 10 Millimetern. Neben dem allgemeinen Begriff nav werden Spielpfeifen regional auch yatırular („herunterhängende Dinge“), toprak kamışı („Erde-Rohr“) oder im Flusstal des Çoruh deden genannt. Überwiegend bestehen sie aus dem Rohr eines Wassergrases, das speziell im Çoruh-Tal durch Erhitzen oder Kochen in Öl gefestigt wird, und nur selten aus Holz. Nach einem Bericht von 1937 wurden im besonders regenreichen Gebiet von Rize die Handgriffe alter Regenschirme verarbeitet. Der Abstand zwischen den Fingerlöchern erhöht sich nach unten von 19 auf 24 Millimeter. Bei einer der Pfeifen (je nach Händigkeit des Spielers) werden mitunter die oberen zwei oder drei Löcher mit Bienenwachs verschlossen.
Beide Spielrohre werden nebeneinander mit Bienenwachs in einem Holzkasten befestigt, der aus Buchsbaum- oder Walnussholz besteht und im Çoruh-Tal nav, ansonsten tekne genannt wird. Der Kasten ist im Bereich der Fingerlöcher oben offen oder durch ein Blech abgedeckt, das über den Fingerlöchern ausgeschnitten ist. Am unteren Ende münden die Rohre entweder in eine ebenfalls mit Bienenwachs fixierte Hornstütze (karaxsin, von georgisch kar, „Horn“) oder häufiger in einen aus Buchsbaum (şimşir) geschnitzten rechteckigen Schallbecher. Das nichttürkische Wort nav kann auch auf das gesamte Bauteil bezogen werden. Mit dem nahen Ende stecken die Röhren im Holzkasten, der an dieser Stelle auf allen Seiten geschlossen ist und so die drei Zentimeter langen idioglotten Einfachrohrblätter (zizmak oder dillik) verbirgt. Das Anblasrohr besitzt im Gegensatz zu anderen Sackpfeifen kein Ventil, der Spieler verschließt es beim Einatmen mit der Zunge.
Die beiden Spielpfeifen können auch ohne den Blasebalg verwendet werden. Als Doppelklarinette mit dem Namen nav entsprechen sie dem arabischen midschwiz.
Für den Blasebalg (göğde in Artvin) ist das Jungtierfell (oğlak) von Schaf oder Ziege am beliebtesten. Für größere Instrumente benötigt es das Fell erwachsener Tiere. Das Haare werden entfernt und in den meisten Fällen wird die Haut gegerbt. Wird die Haut nicht gegerbt, so entfernt man mechanisch die Fleischreste und legt sie in eine starke Salzbrühe zum Schutz vor Bakterienfäule. Ein Instrument mit einer derart präparierten Haut sollte ständig feucht gehalten werden, weil die Haut sonst steif und spröde wird. Das Gerben erfolgt eine Woche lang in einer Alaune-Lösung (şap), danach werden Fleischreste und Haare abgeschabt und der Rest sonnengetrocknet.
Eine lokale Methode des Gerbens, die von den Musikers selbst oder Spezialisten in den Dörfern angewandt wird, führt im Ergebnis zu Tierhäuten, die mit dem Dialektwort hasıl bezeichnet werden. Eine wässrige Lösung aus der Asche von Hainbuchen (gürgen), die mit Maismehl vermischt wird, und fermentierter, leicht gekochter Milch (Joghurt) wird hierbei hergestellt und auf die Fellseite der Häute gestrichen. Man faltet die Häute zusammen und lässt sie zwei Tage liegen, bis sie zu stinken beginnen. Dies ist das Zeichen, dass sich nun die Haare leicht abschaben lassen. Das nachfolgende Gerben der noch feuchten Haut geschieht mit einer Mischung aus etwas Alaune, Maismehl und Salz, die darüber gestreut wird. Nach einem Tag wird die Haut an der Fleischseite vorsichtig abgeschabt und nach einem weiteren Tag mit Olivenöl eingestrichen.
Nun kann die nur wenig mehr als nach Olivenöl riechende Haut vernäht werden. In eines der Vorderbeinabschnitte wird das Mundstück (Dialektnamen goda oder lülük) eingenäht, es kann aus unterschiedlichen Holzarten oder aus Knochen bestehen. An der Stelle des anderen Vorderbeins werden die Spielpfeifen angebracht, die Hinterbeinabschnitte werden vernäht.

## Spielweise
Die beiden vordersten Fingerglieder einer Hand liegen über zwei benachbarte Löcher hinweg, üblicherweise decken die Finger der rechten Hand die beiden oberen Löcher ab, die drei Finger der linken Hand die drei unteren Lochpaare. Der tiefste Ton ergibt sich, wenn alle Löcher abgedeckt sind, er wurde mit g1, bei manchen Instrumenten mit a1 bestimmt und bildet den abschließenden Grundton jeder Melodie. Da die Pfeifen nicht überblasen werden, ist der Ambitus im Unterschied zur zurna gering. Er liegt bei einer großen Sexte, also noch geringer als bei der Kurzoboe mey. Durch die mit Wachs verschlossenen Fingerlöcher ergibt sich ein eingeblendetes zweistimmiges Spiel. Sind zwei der Löcher verschlossen, so lassen sich noch vier Töne erzeugen.
Die Musiker achten streng darauf, dass beide Spielpfeifen möglichst genau gleich gestimmt sind, um Schwebungen zu vermeiden. Entsprechend sorgfältig werden beide Pfeifen vor dem Spiel gestimmt. Der Grund für den Einsatz von zwei statt einer Spielpfeife liegt jedoch nicht in einer größeren Lautstärke, denn diese ist bei zwei Pfeifen nur um 10 bis 20 Prozent höher als bei einer, sondern in der Möglichkeit zu einem mehrstimmigen Spiel.
Typisch für das tulum-Spiel sind sehr kurze Melodiefolgen, die ständig wiederholt werden. Dazu gehören die abgehackt wirkenden aksak-Taktfolgen, ein Rhythmusmuster (usul) aus einer Reihe von geraden und ungeraden Zählzeiten, deren Hauptschläge auf den Boden gestampft werden. Die Tonhöhe kann praktisch nicht beeinflusst und die Intervalle können nicht verschleift werden. Ebenso sind die Möglichkeiten begrenzt, den Klang und die Lautstärke zu beeinflussen.
Der tulum dient zur Begleitung mehrerer regionaler Tanzstile, der tulumcu (tulum-Spieler) tritt entweder solistisch auf und führt die Tanzgruppe oder er begleitet eine Gesangsstimme. In der Schwarzmeerregion ist der horon beliebt, bei dem sich die Mitwirkenden an den Händen fassen und um den Musiker, der mit Zwischenrufen die Bewegungsabläufe vorgibt, einen Kreis oder Halbkreis bilden. Türkülü horon bedeutet horon mit Gesang (türkü), nach dem Text häufig ein Liebeslied. Zum Auftritt des tulumcu gehört, dass er energisch seinen Körper bewegt, manchmal mittanzt oder sein Spiel durch Gesangseinlagen unterbricht.
Der tulum spielt in seiner Heimatregion eine wesentliche Rolle bei der Festgestaltung, bei Hochzeiten und sonstigen Familienfeiern. Er steht für die „eigene Musik“. Damit hat das Instrument dieselbe Bedeutung wie die kemençe für die Haselnussbauern am Schwarzen Meer, wobei sich der tulum etwas schwerfälliger anhört, als die streckenweise wild gespielte Fiedel. In Giresun wurden horon-Tanzmelodien aufgezeichnet, bei denen die kemençe mit der halben üblichen Geschwindigkeit spielte, um unter dem Gelächter des Publikums parodistisch die Spielweise des tulum nachzuahmen.
In der traditionellen Musik Nachitschewans spielt der tulum mit der Kegeloboe zurna, der zylindrischen Kurzoboe balaban, der Schnabelflöte tutek und der Zylindertrommel naghara (zu unterscheiden von der Kesseltrommel gosha naghara) bei Liedern und Tänzen zusammen.
Außerhalb der regionalen Volksmusik bietet die Band um Birol Topaloğlu ein Beispiel, wie der tulum in der zeitgenössischen Ethno-Jazzmusik eingesetzt werden kann. In Kadıköy, einem auf der asiatischen Seite liegenden Istanbuler Stadtteil versammeln sich gelegentlich Passanten am Hafen zum horon-Tanz im großen Kreis um einen tulumcu.   Als überregional bekanntester traditioneller tulumcu gilt Mahmut Turan. Er spielte auch in der Gruppe Grup Yorum mit, die ab Mitte der 1980er Jahre in der linken Studentenszene eine musikalisch wichtige Rolle innehatte. 1996 nahm die Gruppe eines der ersten Lieder in lasischer Sprache mit E-Bass und tulum auf. Der tulum wird seither wie andere regionale Musikinstrumente in neuen, zusammengesetzten Stilrichtungen als „ethnischer“ Bestandteil eingebaut.